# Närpes församling

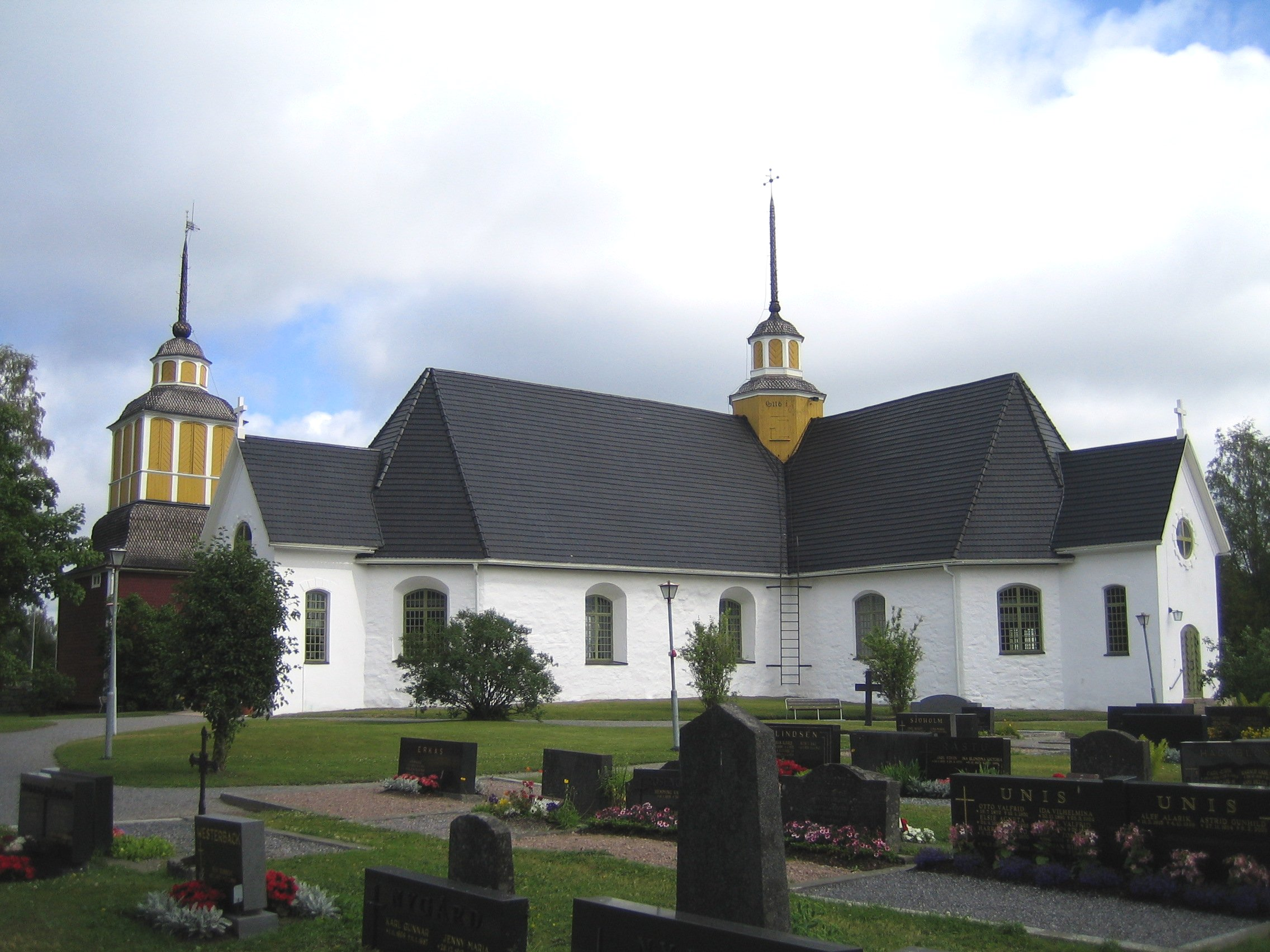
Närpes kyrka

Närpes församling är en församling i Närpes prosteri inom Borgå stift i Evangelisk-lutherska kyrkan i Finland. Till församlingen hör 7 212 kyrkomedlemmar (08/2018) bosatta i Närpes.   
Tidigare fanns i Närpes också Pörtom och Övermark församlingar, men 2014 fusionerades de tre församlingarna i Närpes stad. Pörtom och Övermark är numera kapellförsamlingar.   
Kyrkoherde i församlingen är Tom Ingvesgård.

## Kyrkor
- Närpes kyrka (1435)
- Pörtom kyrka (1783)
- Övermark kyrka (1878)